# Riccall
Riccall är en ort och civil parish i Storbritannien.   Den ligger i grevskapet North Yorkshire och riksdelen England, i den centrala delen av landet, 270 km norr om huvudstaden London. Riccall ligger 11 meter över havet och antalet invånare är 2 241.
Terrängen runt Riccall är mycket platt. Runt Riccall är det ganska tätbefolkat, med 120 invånare per kvadratkilometer. Närmaste större samhälle är York, 13,9 km norr om Riccall. Trakten runt Riccall består till största delen av jordbruksmark.